# Kazeyomi
Kazeyomi  é o oitavo álbum de estúdio de Maaya Sakamoto. Foi lançado em 14 de janeiro de 2009 pela FlyingDog, um selo da gravadora Victor Entertainment, e possui catorze faixas.

## Produção
Uma edição limitada foi lançada com um DVD contendo os videoclipes das músicas "Saigo no Kajitsu", "Ame ga Furu" e "Triangler". Esta última, aliás, marcou o retorno da parceria de Maaya Sakamoto com Yoko Kanno.O single acabou sendo um grande sucesso, chegando à 3ª posição no Oricon Singles Chart e à 1ª posição na Billboard Japan.
Apesar do retorno da parceria, Sakamoto trabalhou com um variado time de compositores, incluindo Katsutoshi Kitagawa da banda Round Table.
Uma turnê foi feita para divulgar o álbum, e um dos shows, gravado em 24 de janeiro de 2009, resultou no seu primeiro DVD ao vivo, chamado "WE ARE KAZEYOMI!"

## Recepção
O álbum ficou sete semanas no Oricon Albums Chart, chegando à 3ª posição. Também chegou à 5ª posição na Billboard Japan, e à 8ª posição na Tower Records.
Ao analisar o álbum, o CD Journal disse que "Sakamoto sempre entrega trabalhos de qualidade." Também destaca a volta de Kanno.
Toshihiro Baba, da Tower Records, elogiou o time de compositores, além de dizer que o álbum "é um retorno às raízes, parece o segundo capítulo de Grapefruit. Estiloso, mas com uma clara essência que captura o coração de uma garota. As músicas de animes são doces, sonhadores e cheias de agradável sentimentalismo."

## Legado
Várias faixas foram usadas em animes. "Triangler" foi usada como abertura de Macross Frontier; "Ao no Ether" tocou no mesmo desenho; "Ame ga Furu" e "Remedy" foram, respectivamente, o primeiro e o segundo encerramentos de Kurogane no Linebarrels. Já a franquia Tsubasa Reservoir Chronicle teve três músicas deste disco, sendo "Kazemachi Jet" seu segundo encerramento (embora neste álbum tenha um arranjo diferente). Já "SONIC BOOM" foi usada como abertura de Tsubasa Shunraiki, um OVA da franquia; enquanto "Saigo no Kajitsu" foi o encerramento de Tsubasa TOKYO REVELATIONS, outro OVA.

## Faixas
| N.º            | Título                                                               | Letras         | Música              | Arranjo          | Duração |  |
| 1.             | "Vento"                                                              | Mina Kubota    | M. Kubota           | M. Kubota        | 1:39    |  |
| 2.             | "Triangler" (de Macross Frontier)                                    | Gabriela Robin | Yoko Kanno          | Y. Kanno         | 4:39    |  |
| 3.             | "Kazemachi Jet 〜kazeyomi edition" (de Tsubasa Reservoir Chronicles) | M. Sakamoto    | Syoko Suzuki        | S. Suzuki        | 4:20    |  |
| 4.             | "Remedy" (de Kurogane no Linebarrels)                                | M. Sakamoto    | solaya              | solaya           | 4:34    |  |
| 5.             | "Ame ga Furu" (de Kurogane no Linebarrels)                           | M. Sakamoto    | Caoli Cano          | Neko Saito       | 5:18    |  |
| 6.             | "Get No Satisfaction!"                                               | M. Sakamoto    | Katsutoshi Kitagawa | Shin Kono        | 4:15    |  |
| 7.             | "Ao no Ether" (de Macross Frontier)                                  | M. Sakamoto    | Y. Kanno            | Y. Kanno         | 4:01    |  |
| 8.             | "Shitsuren Kafe"                                                     | M. Sakamoto    | TABO                | Taichi Nakamura  | 4:17    |  |
| 9.             | "SONIC BOOM" (de Tsubasa Shunraiki)                                  | M. Sakamoto    | Yuichi Ichikawa     | Y. Ichikawa      | 4:23    |  |
| 10.            | "Peanuts"                                                            | M. Sakamoto    | BARGAINS            | BARGAINS         | 3:40    |  |
| 11.            | "Saigo no Kajitsu" (de Tsubasa TOKYO REVELATIONS)                    | M. Sakamoto    | S. Suzuki           | N. Saito         | 4:50    |  |
| 12.            | "Colors"                                                             | Tim Jensen     | ACO                 | S. Kono          | 4:25    |  |
| 13.            | "Kazamidori"                                                         | M. Sakamoto    | Haruna Yokota       | Zentaro Watanabe | 4:55    |  |
| 14.            | "Guitar Hiki Ni Naritai Na"                                          | M. Sakamoto    | Tomoki Kanda        | T. Kanda         | 2:54    |  |
| Duração total: | Duração total:                                                       | Duração total: | Duração total:      | Duração total:   | 58:10   |  |